# Kanadische Red Ensign

Red Ensign verwendet von 1957 bis 1965.
Seitenverhältnis 1:2

Blue Ensign der Royal Canadian Navy bis 1965
Seitenverhältnis 1:2

Die Kanadische Red Ensign war mit Unterbrechungen von 1868 bis 1965 die offizielle, aber niemals vom Parlament bestätigte Flagge Kanadas. Sie besteht aus dem klassischen Red Ensign mit einem Wappen Kanadas in der Mitte der rechten Hälfte.

## Geschichte
Die Flagge geht zurück auf das Red Ensign des Vereinigten Königreichs und wurde ca. ab 1868 auf informeller Basis genutzt. Ab 1892 war sie zunächst Handelsflagge, und bis 1904 ersetzte sie die Union Flag als offizielle Flagge vor dem Parlament in Ottawa. 1921 wurde sie leicht verändert, da das in ihr enthaltene Wappen Kanadas ebenfalls verändert worden war. 1924 wurde sie dann vor allen öffentlichen kanadischen Gebäuden im Ausland gesetzt und 1945 ersetzte sie wiederum die Union Flag vor dem Parlament und allen anderen öffentlich Einrichtungen in und außerhalb Kanadas.
Am 15. Dezember 1965 wurde die Red Ensign durch die neue Flagge Kanadas ersetzt, da die kanadische Bevölkerung, insbesondere die Frankokanadier eine größere Abgrenzung gegenüber dem Britischen Weltreich wünschten.
Die Royal Canadian Navy nutzte eine ähnliche Blue Ensign mit dem Wappen Kanadas.

## Andere Kanadische Red Ensigns

Flagge von Manitoba
Seitenverhältnis 1:2

Flagge von Ontario
Seitenverhältnis 1:2

Heute haben noch zwei Provinzen Kanadas Red Ensigns als offizielle Flagge. In Ontario und Manitoba konnten sich konservative Parteien durchsetzen und nach dem Wechsel zur neuen kanadischen Flagge die Red Ensign in ihren Provinzen als offizielle Flagge erhalten. Auf diesen Flaggen ist jeweils das Wappen der Provinzen anstelle des kanadischen Wappens abgebildet.

## Die kanadische Red Ensign heute
Heute wird die kanadische Red Ensign offiziell nur noch in Museen und Gedenkstätten verwendet. Traditionalisten, Monarchisten sowie Anhänger des Britischen Weltreichs benutzen sie heute, um ihre Opposition gegenüber der Regierung darzustellen. Außerdem gab es in letzter Zeit einige Auftritte kanadischer Neonazis mit dieser Flagge.